# Teurnia
Teurnia (også Tiburnia) var en af de største byer i det keltisk/illyriske kongerige Noricum i det nuværende Østrig. I sin blomstringstid havde byen 30.000 indbyggere. I senantikken gik befolkningstallet tilbage. I samme periode byggede man en befæstningsmur.
Teurnias indbyggere var i det 4. århundrede kristne, og indtil byens undergang i 610 var den bispesæde.
Der er flere udgravninger fra byen, hvoraf det berømteste er et næsten komplet bevaret mosaikgulv fra det højre sidekapel i den treskibede basilika. Udgravningerne ligger få kilometer øst for det nuværende Spittal an der Drau i Kärnten.